# Mladifest Hrvatska
Mladifest Hrvatska, godišnji je višednevni festival katoličke mladeži u Hrvatskoj.

## Povijest
Organizatori dosadašnjih festivala bili su Sisačka biskupija i Marijina legija iz Petrinje. Festival je po uzoru na međunarodni Mladifest u Međugorju, od kamo se ideja proširila na više država. Prvo izdanje u Hrvatskoj održano je 2019. godine. Prvi je organizirala Zajednica Marijina legija Petrinja u suradnji sa Sisačkom biskupijom i uz potporu međugorskoga župnika fra Marinka Šakote. Festival je trodnevni molitveni susret prožet katehezama, svjedočanstvima, molitvom, klanjanjem Presvetom Oltarskom Sakramentu, pjesmom, plesom i glazbeno-scenskim prikazima.

## Izdanja Mladifesta
- 1. Mladifest Hrvatska: 21. – 23. lipnja 2019., Viduševac [2]
- 2. Mladifest Hrvatska: Tko je žedan neka dođe (Otk, 22,17), od 11. do 13. rujna 2020., Petrinja [1][3]
- 3. Mladifest Hrvatska: A ti stani sada da ti objavim riječ Božju! (Sam 9,27), od 27. do 29. kolovoza 2021., Petrinja [4]
- 4. Mladifest Hrvatska: Ta otkuda meni da mi dođe Majka Gospodina mojega? (Lk 1,43), od 17. do 19. lipnja 2022., Voloder [5]
- 5. Mladifest Hrvatska: „A s njome su nam došla sva dobra i od ruku njezinih blago nebrojeno” (Mudr 7, 11), od 30. lipnja do 2. srpnja, Sisak[6]

## Vanjske poveznice
Mrežna mjesta
- Mladifest Hrvatska na Facebooku
- [neaktivna poveznica] Marijina legija, Petrinja